# ماريانا لاروكيت
ماريانا فاليريا لاروكيت (من مواليد 24 أكتوبر 1992) هي لاعبةُ كرة قدم أرجنتينية محترفة تلعب كمهاجمة جناح لفريق أورلاندو برايد في الدوري الوطني لكرة القدم للسيدات والمنتخب الأرجنتيني للسيدات.

## مسيرتها الكروية
في 6 يوليو 2023، أُعلن أن ماريانا وقعت عقدًا لمدة عامين ونصف مع أورلاندو برايد في الدوري الوطني لكرة القدم للسيدات، لتنضم إلى الفريق بعد انتهاء كأس العالم للسيدات 2023.

## مسيرتها الدولية
مثلت لاروكيت الأرجنتين في كأس العالم للسيدات تحت 20 سنة 2008 وكأس العالم للسيدات تحت 20 سنة 2012. على مستوى المنتخب الأوّل، لعبت في نسختين منبطولة كوبا أمريكا للسيدات (2014 و 2018)، وسجلت ثلاثة أهداف في النسخة الأولى وهدفين في الأخيرة، بالإضافة إلى دورة الألعاب الأمريكية 2015 وكأس العالم للسيدات 2019. كما مثلت الأرجنتين في كأس العالم للسيدات 2023، حيث بدأت جميع مباريات المُنتخب الثلاث كمهاجمة.

## الحياة الشخصية
ماريانا من أنصار الراسينغ.

## الأهداف الدولية
أهداف ونتائج منتخب الأرجنتين تُسرد أولا
| #. | التاريخ        | المكان                                                           | الخصم            | الهدف | النتيجة | المسابقة                                              | مراجع  |
| -- | -------------- | ---------------------------------------------------------------- | ---------------- | ----- | ------- | ----------------------------------------------------- | ------ |
| 1  | 12 مارس 2014   | ملعب بايسينتيناريو دي لا فلوريدا، سانتياغو، تشيلي                | بوليفيا          | 2–0   | 4–0     | دورة ألعاب أمريكا الجنوبية 2014                       |        |
| 2  | 14 سبتمبر 2014 | ملعب بيلافيستا، أمباتو، الإكوادور                                | بوليفيا          | 3–0   | 6–0     | كوبا أمريكا فمنينا 2014                               |        |
| 3  | 14 سبتمبر 2014 | ملعب بيلافيستا، أمباتو، الإكوادور                                | بوليفيا          | 5–0   | 6–0     | كوبا أمريكا فمنينا 2014                               |        |
| 4  | 14 سبتمبر 2014 | ملعب بيلافيستا، أمباتو، الإكوادور                                | بوليفيا          | 6–0   | 6–0     | كوبا أمريكا فمنينا 2014                               |        |
| 5  | 11 يوليو 2015  | ملعب تيم هورتونز، هاميلتون، كندا                                 | ترينيداد وتوباغو | 1–0   | 2–2     | دورة الألعاب الأمريكية 2015                           |        |
| 6  | 7 أبريل 2018   | ملعب فرانسيسكو سانشيز روموروسو البلدي، كوكيمبو، تشيلي            | بوليفيا          | 3–0   | 3–0     | كوبا أمريكا للسيدات 2018                              |        |
| 7  | 9 أبريل 2018   | ملعب فرانسيسكو سانشيز روموروسو البلدي، كوكيمبو، تشيلي            | الإكوادور        | 2–0   | 6–3     | كوبا أمريكا للسيدات 2018                              |        |
| 8  | 8 نوفمبر 2018  | ملعب خوليو غرندونا، ساراندي، الأرجنتين                           | بنما             | 1–0   | 4–0     | تصفيات كأس العالم للسيدات 2019                        |        |
| 9  | 28 يوليو 2019  | ملعب جامعة سان ماركوس، ليما، بيرو                                | بيرو             | 1–0   | 3–0     | كرة القدم في الألعاب الأمريكية 2019 – منافسة السيدات ‏ |        |
| 10 | 28 يوليو 2019  | ملعب جامعة سان ماركوس، ليما، بيرو                                | بيرو             | 3–0   | 3–0     | كرة القدم في الألعاب الأمريكية 2019 – منافسة السيدات ‏ |        |
| 11 | 31 يوليو 2019  | ملعب جامعة سان ماركوس، ليما، بيرو                                | بنما             | 1–0   | 1–0     | كرة القدم في الألعاب الأمريكية 2019 – منافسة السيدات ‏ |        |
| 12 | 6 أغسطس 2019   | ملعب جامعة سان ماركوس، ليما، بيرو                                | باراغواي         | 1–0   | 3–0     | كرة القدم في الألعاب الأمريكية 2019 – منافسة السيدات ‏ |        |
| 13 | 18 فبراير 2021 | ملعب إكسبلوريا، أورلاندو، فلوريدا، الولايات المتحدة              | البرازيل         | 1–3   | 1–4     | كأس شي بيليفز 2021                                    | [ 8 ]  |
| 14 | 20 سبتمبر 2021 | جواو بيسوا، باريبا، البرازيل                                     | البرازيل         | 1–3   | 1–4     | مباراة ودية                                           | [ 9 ]  |
| 15 | 17 فبراير 2023 | ملعب الميناء الشمالي، أوكلاند، نيوزيلندا                         | تشيلي            | 2–0   | 4–0     | مباراة ودية                                           | [ 10 ] |
| 16 | 20 فبراير 2023 | ملعب وايكاتو، هاميلتون، نيوزيلندا                                | نيوزيلندا        | 1–0   | 2–0     | مباراة ودية                                           |        |
| 17 | 23 فبراير 2023 | ملعب الميناء الشمالي، أوكلاند، نيوزيلندا                         | نيوزيلندا        | 1–0   | 1–0     | مباراة ودية                                           |        |
| 18 | 14 يوليو 2023  | ملعب يونيكو دي سان نيكولاس، سان نيكولاس دي لوس آرويوس، الأرجنتين | بيرو             | 1–0   | 4–0     | مباراة ودية                                           | [ 11 ] |

## مُلاحظات
1. ↑  مباريات دورة الألعاب الأمريكية 2015 غير معترف بها من قبل الفيفا.[6]